# Cour House

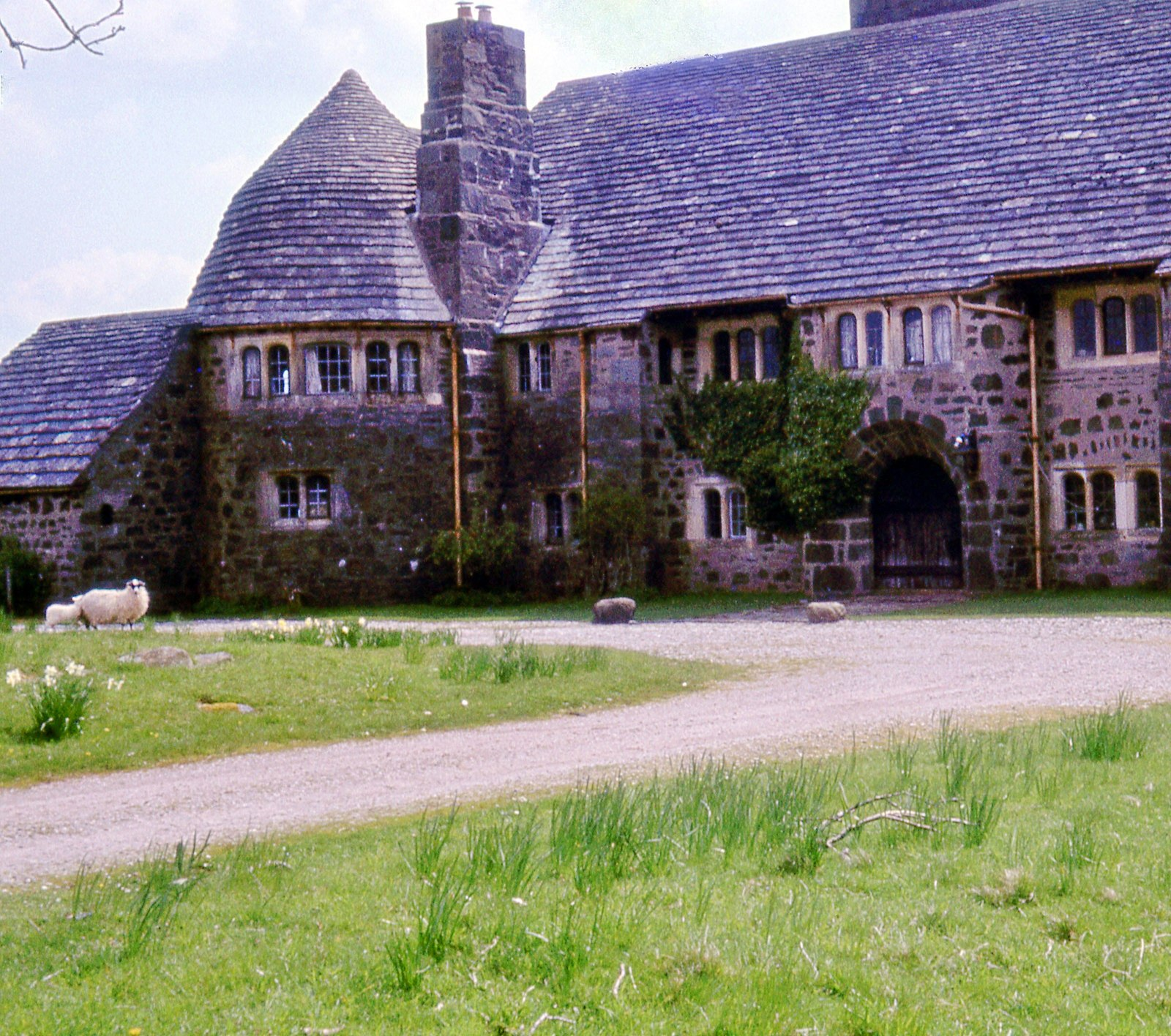
Cour House

Cour House ist ein Landhaus auf der schottischen Halbinsel Kintyre. Es liegt nahe der Ostküste von Kintyre oberhalb des Kilbrannan-Sunds abseits der heutigen B842, die entlang der Küste bis nach Campbeltown führt. 1971 wurde Cour House in die schottischen Denkmallisten zunächst in der Kategorie B eingestuft. 2006 erfolgte dann die Hochstufung in die höchste Kategorie A.

## Geschichte
Auftraggeber des Gebäudes war der Großreeder J. B. Gray. Als Architekt war der Engländer Oliver Hill für die Planung des Gebäudes verantwortlich. Er griff hierbei wohl auf bereits existierende aber nicht ausgeführte Entwürfe von H. E. Clifford zurück. Hill ließ sich wahrscheinlich bei seinen Abänderungen vom ursprünglichen Entwurf von der Architektur seines Bekannten Edwin Lutyens beeinflussen. Er errichtete es auf seinen eigenen Ländereien am Ort eines ehemaligen Bauernhofes.

## Beschreibung
Cour House besteht aus Bruchstein von grauem, magmatischen Gestein, das auf dem Gelände gebrochen wurde und erhält dadurch den Anschein aus der Landschaft zu wachsen. Während das Gebäude im Gesamtblick keine Symmetrie mehr aufweist, ist die Vorderfront mit dem Eingangsbereich zumindest annähernd symmetrisch gestaltet. Der Haupttrakt mit der mittigen Eingangstür ist von zwei Rundtürmen flankiert, an welche beidseitig Nebenflügel anschließen. Rückwärtig fällt das Land steil zum Kilbrannan-Sund hin ab und das Gebäude besitzt einen eher festungsähnlichen Charakter mit schwerem Mauerwerk. Alle Dächer sind mit grauen Schieferschindeln gedeckt.